# 反証テスト
反証テスト（はんしょうテスト）とは、反証可能性を持つ仮説が実験または観察によって反証されないかどうかを確認するための行為の総体である。

## 反証テストの手法

### 反証テストの歴史
反証テストは通常の実験と同じ方法で行われる。通常の実験の他に特殊な反証テストという作業があるわけではない。従来、自然科学は帰納法によって根拠付けられると考えられていた。しかし、有限回の検証から一般法則を導出するのは論理的な飛躍であるという批判が、懐疑論者デイヴィッド・ヒュームなどによって提起されていた。これに対して、科学哲学者カール・ポパーは自然科学を帰納によってではなく演繹によって基礎付けようとした。ポパーによれば、科学理論とは論理的な推論にもとづく演繹的な仮説の総体であり、科学はそれを実験によって反証しようとする。これが、反証テストという実験の捉え方である。実験に関するこのような解釈によれば、科学は基本的に「間違い探し」をしているのであって「（いわゆる絶対的な意味での）真理の探求」を行っているのではない（間接的に真理に接近しているかどうかについては争いがある）。この立場を反証主義と呼ぶ。

### 反証テストと反証可能性
間違いが発見される可能性がない理論、すなわち、反証可能性がない理論は真理かどうかと無関係に科学的仮説から除外される。「科学的理論は反証可能性を持っていなければならない」というテーゼは、以上のような「演繹と間違い探し」のプロセスにおいて当然に要求される。それは、間違いかどうかが分からない仮説について間違い探しをするのは合理的ではないからである。

### 反証テストと信頼性（強度）
有限回の反証テストに耐えたという事実は、その仮説が真であるという帰結をもたらさない。また、より多くの反証テストを耐えた理論の方がより真理に近いという帰結ももたらさない。もしそのような解釈を採用するならば、反証テストを帰納テスト批判として提出した意味がなくなる。そして、帰納テストの問題点は、それが有限回の帰納テストに適った仮説を真であると考えたり、より多くの帰納テストに適った理論がより真理に近いとみなすときに論理的飛躍が生じているということだからである。このため、反証主義においては、信頼性（強度）という特殊な概念が採用され、より多くの反証テストに耐えた仮説の方がより信頼性（強度）が高いとみなされる。